# 2008年美国联盟冠军赛
2008年美国联盟冠军赛是美国联盟季後赛的第二轮，采用的是七场四胜制，参加的两支球队分别是美联东区冠军坦帕湾光芒和美联外卡波士顿红袜，光芒队拥有主场优势。他们是在美联分区赛中分别击败洛杉矶天使和芝加哥白袜晋级的。
这是坦帕湾光芒第一次进入美国联盟冠军赛，而红袜队则是六年内第四次进入美联冠军赛。最终光芒队以总比分4比3击败红袜队，闯入世界大赛。在这个系列赛中两队一共击出26支全垒打，创造了联盟冠军赛的新纪录。

## 概要

### 坦帕湾光芒对波士顿红袜
坦帕湾光芒以总比分4比3赢得系列赛
| 场次 | 客队       | 比分  | 主队       | 日期     | 球场         | 观众人数 |
| ---- | ---------- | ----- | ---------- | -------- | ------------ | -------- |
| 1    | 波士顿红袜 | 2：0  | 坦帕湾光芒 | 10月10日 | 纯品康纳球场 | 35,001   |
| 2    | 波士顿红袜 | 8：9  | 坦帕湾光芒 | 10月11日 | 纯品康纳球场 | 34,904   |
| 3    | 坦帕湾光芒 | 9：1  | 波士顿红袜 | 10月13日 | 芬威球场     | 38,031   |
| 4    | 坦帕湾光芒 | 13：4 | 波士顿红袜 | 10月14日 | 芬威球场     | 38,133   |
| 5    | 坦帕湾光芒 | 7：8  | 波士顿红袜 | 10月16日 | 芬威球场     | 38,437   |
| 6    | 波士顿红袜 | 4：2  | 坦帕湾光芒 | 10月18日 | 纯品康纳球场 | 40,947   |
| 7    | 波士顿红袜 | 1：3  | 坦帕湾光芒 | 10月19日 | 纯品康纳球场 | 40,473   |

## 逐场战况

### 10月10日 第一场
纯品康纳球场，圣彼德斯堡，佛罗里达州
| 波士顿红袜                                                                                | 0 | 0 | 0 | 0 | 1 | 0 | 0 | 1 | 0 | 2 | 7 | 0 |
| 坦帕湾光芒                                                                                | 0 | 0 | 0 | 0 | 0 | 0 | 0 | 0 | 0 | 0 | 4 | 0 |
| 勝投： 松坂大辅 （1胜0败） 敗投： 詹姆斯·席尔斯 （0胜1败） 救援成功： 乔纳森·派柏邦 （1） |   |   |   |   |   |   |   |   |   |   |   |   |

这是坦帕湾光芒队史上第一场美国联盟冠军赛。波士顿红袜先发投手松坂大辅展现了他的压制力，直到第七局光芒队才由卡尔·克劳福击出第一支安打。杰德·罗锐在5局的高飞牺牲打和凯文·尤克里斯在8局上半的二垒安打帮助红袜拿到两分。乔纳森·派柏邦在第九局完成三上三下，他以连续20又2/3局不失分打破了之前由乔·尼克罗（Joe Niekro）保持的季後赛连续不失分纪录。

### 10月11日 第二场
纯品康纳球场，圣彼德斯堡，佛罗里达州
| 波士顿红袜                                                  | 2 | 0 | 1 | 0 | 3 | 1 | 0 | 1 | 0 | 0 | 0 | 8 | 12 | 0 |
| 坦帕湾光芒                                                  | 2 | 0 | 2 | 1 | 3 | 0 | 0 | 0 | 0 | 0 | 1 | 9 | 12 | 0 |
| 勝投： 大卫·普莱斯 （1胜0败） 敗投： 迈克·蒂姆林 （0胜1败） |   |   |   |   |   |   |   |   |   |   |   |   |    |   |

这场比赛从第一场的投手战转变成了打击战，双方的先发投手贾许·贝基特和史考特·卡兹米尔均发挥不稳定，两人都只投了4又1/3局，分别掉了8分和5分。靠着11局下半B·J·厄普顿的再见高飞牺牲打，光芒艰难地以9比8赢下了这场耗时5小时27分钟马拉松式的比赛。双方在这场比赛中一共击出7支全垒打，打破了美联冠军赛的纪录，并追平了联盟冠军赛的纪录。

### 10月13日 第三场
芬威球场，波士顿，马萨诸塞州
| 坦帕湾光芒                                                  | 0 | 1 | 4 | 0 | 0 | 0 | 0 | 3 | 1 | 9 | 13 | 0 |
| 波士顿红袜                                                  | 0 | 0 | 0 | 0 | 0 | 0 | 1 | 0 | 0 | 1 | 7  | 0 |
| 勝投： 马特·加尔萨 （1胜0败） 敗投： 乔恩·莱斯特 （0胜1败） |   |   |   |   |   |   |   |   |   |   |    |   |

波士顿红袜先发投手乔恩·莱斯特没能延续在美联分区赛中神勇的表现，5又2/3局的投球中失5分，吞下败投。而坦帕湾光芒的先发投手马特·加尔萨成功压制住红袜队的打线，主投6局仅失1分。8局上半新英格兰本地人罗科·巴尔德里的三分全垒打确保了光芒队的胜利。

### 10月14日 第四场
芬威球场，波士顿，马萨诸塞州
| 坦帕湾光芒                                                        | 3 | 0 | 2 | 0 | 1 | 5 | 0 | 2 | 0 | 13 | 14 | 3 |
| 波士顿红袜                                                        | 0 | 0 | 1 | 0 | 0 | 0 | 1 | 2 | 0 | 4  | 7  | 0 |
| 勝投： 安迪·索纳斯汀 （1胜0败） 敗投： 提姆·韦克菲尔德 （0胜1败） |   |   |   |   |   |   |   |   |   |    |    |   |

坦帕湾光芒连续第二场大比分击败波士顿红袜。卡洛斯·佩尼亞在第一局就从提姆·韦克菲尔德手中敲出一支两分全垒打，随后埃文·朗歌利亚击出了他在这个系列赛的第三支全垒打。卡尔·克劳福全场5个打数击出5支安打，威利·艾巴5打数4安打，并有5分打点。光芒在系列赛取得3比1领先的优势。

### 10月16日 第五场
芬威球场，波士顿，马萨诸塞州
| 坦帕湾光芒                                                     | 2 | 0 | 3 | 0 | 0 | 0 | 2 | 0 | 0 | 7 | 8  | 1 |
| 波士顿红袜                                                     | 0 | 0 | 0 | 0 | 0 | 0 | 4 | 3 | 1 | 8 | 11 | 0 |
| 勝投： 贾斯汀·马斯特森 （1胜0败） 敗投： J·P·豪威尔 （0胜1败） |   |   |   |   |   |   |   |   |   |   |    |   |

坦帕湾光芒在第一局就靠着B·J·厄普顿的全垒打取得2比0的领先，随后卡洛斯·佩尼亞和埃文·朗歌利亚在第三局的全垒打将领先优势扩大到5分。光芒队在7局上半再下两分。红袜从7局下半开始大反攻，达斯汀·佩德罗亚在两人出局一三垒有人时击出一垒安打，随后大卫·欧提兹击出一支右外野方向的三分全垒打，将比分差距缩小至3分，同时也结束了他季後赛连续61个打数无全垒打的纪录。8局下半J·D·德鲁从丹恩·惠勒（Dan Wheeler）手中敲出一支两分全垒打，之后可可·克里斯普的安打将二垒上的跑者马克·柯特赛送回本垒得分，两队又回到同一起跑线。9局下半J·P·豪威尔（J. P. Howell）先解决了两名打者，凯文·尤克里斯击出一支三垒方向的滚地球，但光芒队三垒手埃文·朗歌利亚将球传偏，并弹上观众席，让尤克里斯攻上二垒。豪威尔故意保送了杰森·贝后，德鲁击出的再见安打飞越了光芒队右外野手盖比·格洛斯（Gabe Gross）的头顶，红袜队完成了不可思议的大逆转。
这场落后7分的逆转在季後赛的历史上排名第二位，排名第一的是1929年世界大赛第四场，费城运动家在落后8分的情况下连得10分，击败芝加哥小熊。

### 10月18日 第六场
纯品康纳球场，圣彼德斯堡，佛罗里达州
| 波士顿红袜                                                                                   | 0 | 1 | 1 | 0 | 0 | 2 | 0 | 0 | 0 | 4 | 10 | 0 |
| 坦帕湾光芒                                                                                   | 1 | 0 | 0 | 0 | 1 | 0 | 0 | 0 | 0 | 2 | 4  | 1 |
| 勝投： 贾许·贝基特 （1胜0败） 敗投： 詹姆斯·席尔斯 （0胜2败） 救援成功： 乔纳森·派柏邦 （2） |   |   |   |   |   |   |   |   |   |   |    |   |

波士顿红袜先发投手贾许·贝基特主投5局被打出两支阳春全垒打失两分。红袜队同样由凯文·尤克里斯和杰森·瓦瑞泰克击出两支阳春炮，并靠着“老爹”大卫·欧提兹在6局上半的安打拿到第4分。红袜队牛棚的4局无安打帮助贝基特拿到胜投。红袜队将总比分扳为3比3。这是特里·弗兰克纳率领的红袜队在面对就要被淘汰的比赛时获得的连续第九场胜利。
本场比赛的主审德里·卡森斯（Derryl Cousins）在2局上半被瓦瑞泰克的擦棒球击中，于第3局结束后离开比赛。比赛因此中断了15分钟，原本的一垒审顶替了卡森斯的位置。

### 10月19日 第七场
纯品康纳球场，圣彼德斯堡，佛罗里达州
| 波士顿红袜                                                                               | 1 | 0 | 0 | 0 | 0 | 0 | 0 | 0 | 0 | 1 | 3 | 0 |
| 坦帕湾光芒                                                                               | 0 | 0 | 0 | 1 | 1 | 0 | 1 | 0 | X | 3 | 6 | 1 |
| 勝投： 马特·加尔萨 （2胜0败） 敗投： 乔恩·莱斯特 （0胜2败） 救援成功： 大卫·普莱斯 （1） |   |   |   |   |   |   |   |   |   |   |   |   |

波士顿红袜在第一局就由达斯汀·佩德罗亚击出全垒打率先得分，但之后坦帕湾光芒的先发投手马特·加尔萨完全压制住红袜队的打线，光芒队在4局下半靠着埃文·朗歌利亚的二垒安打追平比分，5局下半由罗科·巴尔德里打下超前分。威利·艾巴在7局下半的全垒打确保了光芒队的胜利。光芒队成为第二支在前一年取得联盟最差成绩后成功进军世界大赛的球队，前一支是1991年时的亚特兰大勇士。